# 라오스인
라오스인(Laotian people)은 라오스의 국민을 말한다. 라오어로는 라오스인도 라오라고 하지만, 영어로는 국민은 Laotian people로, 라오인은 Lao people로 구분한다.

## 분류
라오스 정부는 국민통합을 위해 민족을 3가지로 나눈다. 주류 민족인 라오인은 저지 라오스인(라오룸)에 속한다.
- 저지 라오스인(Lao Loum)
- 고지 라오스인(Lao Theung)
- 구릉지 라오스인(Lao Sung)